# Attendibilità
In statistica l'attendibilità (fedeltà, affidabilità) esprime la costanza di un insieme di misure o di un particolare strumento di misura.
L'attendibilità non implica validità né accuratezza, cioè la capacità di misurare correttamente una data variabile.
Una misurazione è attendibile se i risultati rimangono costanti allo stesso modo nel tempo. In questo caso si avrà un'alta affidabilità, mentre uno strumento di misura non è affidabile se le misure ripetute forniscono risultati differenti nonostante non vi siano cambiamenti evidenti nei soggetti esaminati.
L'attendibilità nella ricerca qualitativa consiste nel fatto che lo strumento deve riuscire a valutare sempre la stessa variabile, ripetuta sugli stessi soggetti dando risultati simili, inoltre deve essere coerente cioè valutare sempre la stessa cosa in tutte le sue parti. Si può distinguere in due tipologie: l'attendibilità interna e l'attendibilità esterna. La prima è il grado in cui applicando le stesse categorie di analisi, ricercatori diversi arrivano alle stesse conclusioni, la seconda si riferisce alla possibilità di replicare l'intera ricerca o i suoi segmenti. Se qualcosa non è attendibile e dice il falso si definisce inattendibile.

## Metodi di indagine
L'affidabilità può essere valutata con diversi metodi:
- Test-retest: consiste nello studio della correlazione fra due distribuzioni di misura ottenute somministrando due volte lo stesso test allo stesso gruppo di soggetti dopo un certo intervallo di tempo. Il coefficiente di correlazione calcolato viene identificato come coefficiente di attendibilità del test. Esso esprime il grado di stabilità nel tempo del test e di generalizzabilità dei risultati in caso di somministrazioni diverse.
- Split-half
- Forme parallele
- Alpha di Cronbach

In ogni caso a stimare il concetto di attendibilità viene utilizzato l'Indice di correlazione di Pearson (o coefficiente di correlazione prodotto-momento di Pearson).